# Norvegia ai IX Giochi olimpici invernali
La Norvegia partecipò ai IX Giochi olimpici invernali, svoltisi a Innsbruck, Austria, dal 29 gennaio al 9 febbraio 1964, con una delegazione di 58 atleti impegnati in nove discipline.

## Medagliere

### Per discipline
| Sport                   | Oro | Argento | Bronzo | Totale |
| ----------------------- | --- | ------- | ------ | ------ |
| Pattinaggio di velocità | 1   | 3       | 3      | 7      |
| Salto con gli sci       | 1   | 1       | 2      | 4      |
| Combinata nordica       | 1   | 0       | 0      | 1      |
| Sci di fondo            | 0   | 2       | 0      | 2      |
| Biathlon                | 0   | 0       | 1      | 1      |
| Totale                  | 3   | 6       | 6      | 15     |

### Medaglie
| Medaglia | Atleta            | Sport                   | Evento             |
| -------- | ----------------- | ----------------------- | ------------------ |
| Oro      | Knut Johannesen   | Pattinaggio di velocità | 5000 m maschile    |
| Oro      | Tormod Knutsen    | Combinata nordica       | Individuale        |
| Oro      | Toralf Engan      | Salto con gli sci       | Trampolino lungo   |
| Argento  | Alv Gjestvang     | Pattinaggio di velocità | 500 m maschile     |
| Argento  | Per Ivar Moe      | Pattinaggio di velocità | 5000 m maschile    |
| Argento  | Fred Anton Maier  | Pattinaggio di velocità | 10000 m maschile   |
| Argento  | Toralf Engan      | Salto con gli sci       | Trampolino normale |
| Argento  | Harald Grønningen | Sci di fondo            | 15 km maschile     |
| Argento  | Harald Grønningen | Sci di fondo            | 30 km maschile     |
| Bronzo   | Olav Jordet       | Biathlon                | Individuale        |
| Bronzo   | Villy Haugen      | Pattinaggio di velocità | 1500 m maschile    |
| Bronzo   | Fred Anton Maier  | Pattinaggio di velocità | 5000 m maschile    |
| Bronzo   | Knut Johannesen   | Pattinaggio di velocità | 10000 m maschile   |
| Bronzo   | Torgeir Brandtzæg | Salto con gli sci       | Trampolino normale |
| Bronzo   | Torgeir Brandtzæg | Salto con gli sci       | Trampolino lungo   |